# Micronemacheilus taeniatus
Micronemacheilus taeniatus is een straalvinnige vissensoort uit de familie van de bermpjes (Nemacheilidae). De wetenschappelijke naam van de soort werd voor het eerst geldig gepubliceerd in 1936 door Jacques Pellegrin en Pierre Chevey.